# Gheorghe Bibescu

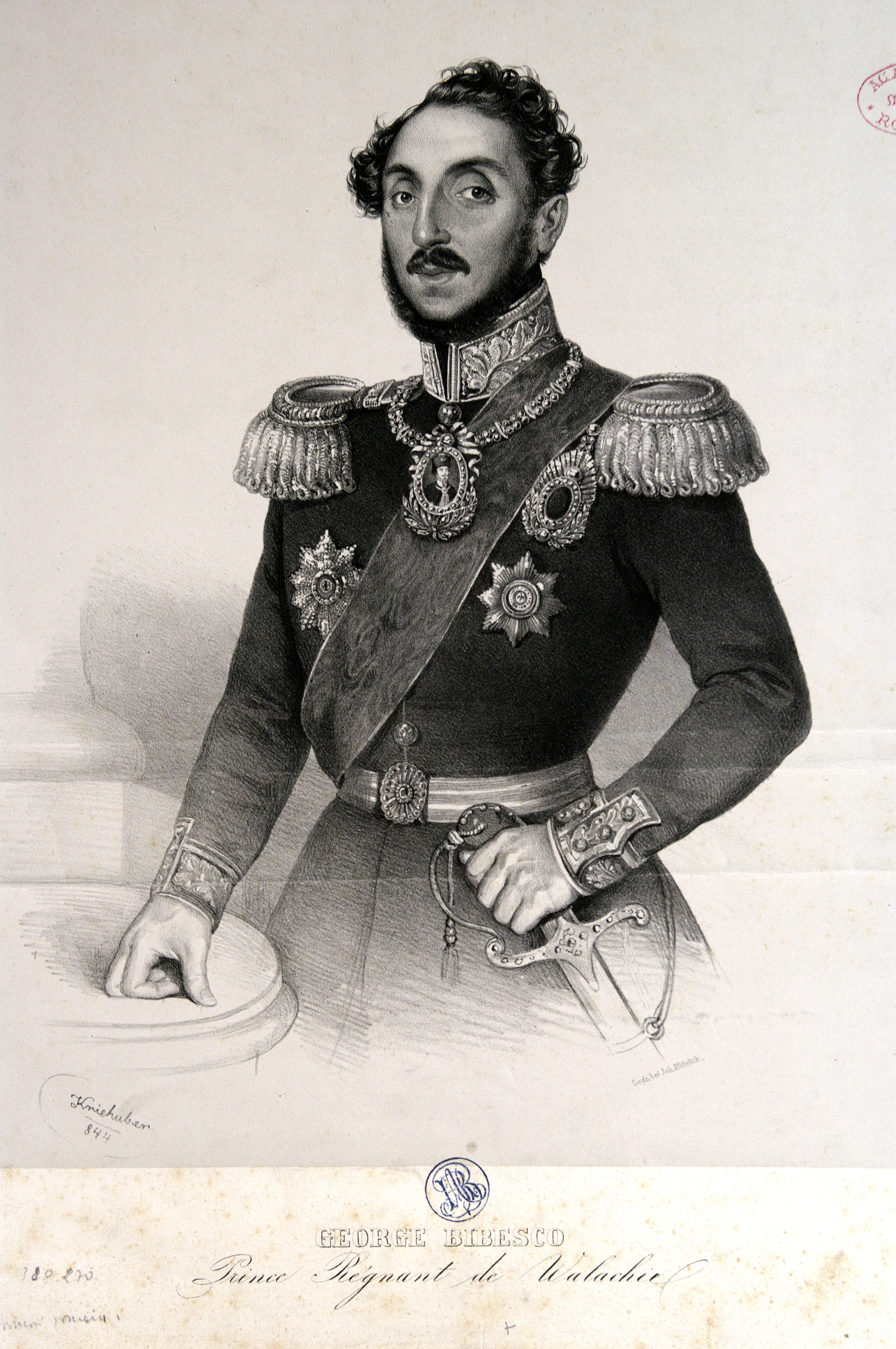
George Bibescu, Fürst der Walachei, 1844

Gheorghe Bibescu, auch George Bibesco, (* 26. April 1802 in Craiova; † 1. Juni 1873 in Paris) entstammte einem alten walachischen Bojarengeschlecht und war Herrscher des Fürstentums der Walachei von 1843 bis 1848.

## Biographie
Der Bruder des Fürsten Barbu Dimitrie Știrbei trat nach seinem Studium der Rechte in Bukarest und Paris 1824 eine Stelle als Verwaltungsbeamter im Justiz- und Außenministerium an, verließ jedoch bereits 1834 diesen Posten und lebte fortan in Paris und Wien.
Er trat zusammen mit seinem Bruder Barbu der 1827 von Dinicu Golescu und Ion Heliade-Rădulescu ins Leben gerufenen „Soţietatea literară românească“ („Rumänische Gesellschaft für Literatur“) deren Charakter auf den Prinzipien der Freimaurerei basierte. In dessen Programm wurde die Umwandlung von „Sfântul Sava“ in eine Hochschule vorgeschlagen sowie die Eröffnung eines weiteren solchen Institution in Craiova und die Gründung von Schulen in fast allen Ortschaften der Walachei gefordert. Außerdem versuchte die Gesellschaft die Edition rumänischsprachiger Zeitungen zu fördern und verlangte ein Ende des staatlichen Monopols auf Druckmaschinen. Der Hauptsitz war am Podul Mogoşoaiei in Bukarest.
1842 kehrte er nach Bukarest zurück und führte erfolgreich die Opposition gegen den herrschenden Fürsten Alexandru II Ghica an. Am 1. Januar 1843 wurde er sowohl mit den Stimmen der liberalen als auch mit denen der konservativen Bojaren zum neuen Herrscher des Landes gewählt.
Er erwies sich als umsichtiger und innovativer Herrscher, ordnete die prekäre Finanzsituation des Landes und baute die Armee aus. Auch half er intensiv den Opfern, die während des großen Brandes in Bukarest an Ostern 1847 obdachlos geworden waren.

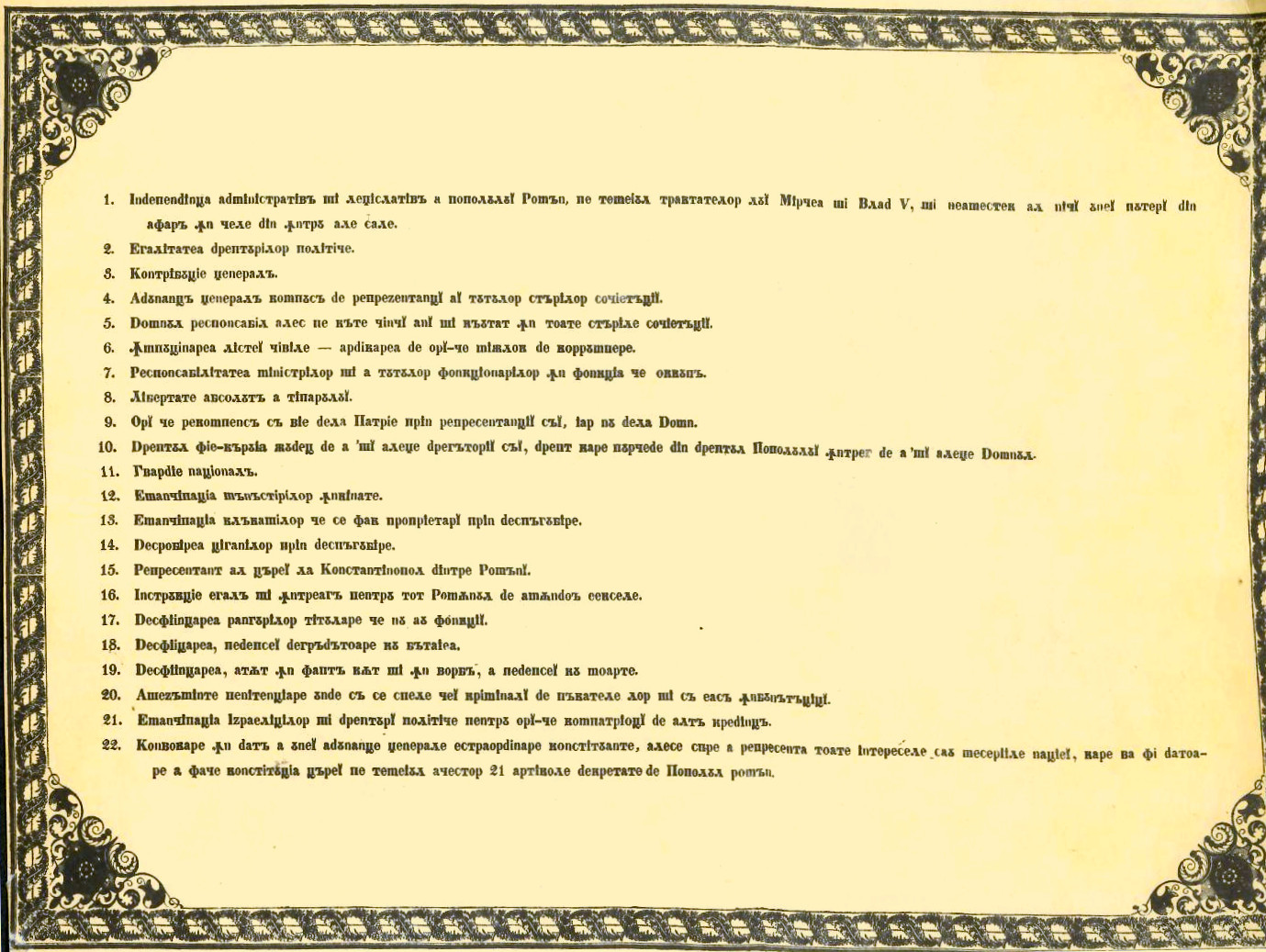
Proklamation von Islaz 1848

Allerdings begann sich seine Beziehung mit dem Parlament wegen Meinungsverschiedenheiten über mehrere Gesetzesvorhaben zu verschlechtern.
Aufgrund des starken Einflusses des Zarenreichs überließ die Regierung der Walachei Anfang 1844 die Konzession zur Ausbeutung der rumänischen Minen, die überwiegend in Privatbesitz waren, für zwölf Jahre dem russischen Ingenieur Alexander Trandafilow und seiner Gesellschaft. Bibescu gab seine Zustimmung. Das erzeugte großen Unmut, und die Große Landesversammlung annullierte am 4. März des Jahres diesen Vertrag. Nun beging der Fürst einen Fehler: Bibescu löste die öffentliche Versammlung, mit Zustimmung des Zaren Nikolaus I., einfach auf, mit der Begründung, die gestellten Anträge und Auslegungen der Verträge durch die Delegierten seien mangelhaft. Desgleichen waren die Abgeordneten gegen seinen Versuch, die französische Sprache als Unterrichtsfach an den höheren Schulen des Landes einzuführen, vor allem aber für das Lyzeum „Sf. Sava“ nur Französisch als Unterrichtssprache gelten zu lassen, mit der Begründung, die rumänische Sprache sei für die Modernisierung des Landes ungeeignet.
Da sich die Meinungsunterschiede zwischen Versammlung und Fürsten zuspitzten, empfahl der bevollmächtigte Vorsitzender des walachischen Staatsrates, General Generals Kiseleff, Neuwahlen. Die Wahlen brachten dem Fürsten loyal ergebene Politiker in das neue Parlament. Bibescu verabschiedete in der Folge mehrere wichtige Gesetze, wie ein neues Gesetz zum orthodoxen Klerus, für den die zuständigen Bojaren das Kirchenbudget nun festlegen konnten, und ein Gesetz zur  Befreiung aller leibeigenen Zigeuner, die bisher den Kirchen bzw. Behörden zu Diensten sein mussten. Auch sorgte er für bessere Beziehungen mit dem Fürstentum Moldau, mit dem ab 1847,  nach einer Vereinbarung mit Mihail Sturdza, dem moldauischen Fürsten, eine Zollunion eingegangen wurde.
Doch die Revolution von 1848 strahlte auch bis Bukarest aus. Der Fürst wurde von den Aufständischen aufgefordert, sich auf ihre Seite zu schlagen, was dieser jedoch ablehnte, doch bekämpfte er sie auch nicht. Am 9. Juni 1848 wurde die Proklamation von Islaz herausgegeben. In dieser wurde in 21 Artikeln unter anderem die administrative und rechtliche Unabhängigkeit des rumänischen Volkes, die Zusammensetzung der Nationalversammlung durch alle Stände zu repräsentieren, die Pressefreiheit, die Befreiung der Zigeuner aus der Leibeigenschaft durch Entschädigung, die vollständige und gleiche Beschulung für alle Rumänen beiderlei Geschlechts, die Abschaffung der Prügel- und Todesstrafe, die Emanzipation der Juden und politische Rechte für alle Bürger anderen Glaubens gefordert. Sie wurde sodann dem Fürsten vorgelegt, und dieser nahm die Resolution am 11. Juni an. Infolgedessen empörten sich große Teile des Adels und Klerus’ und der Fürst sah sich genötigt, am 13. Junijul. / 25. Juni 1848greg. abzudanken, das Land zu verlassen und nach Siebenbürgen, später nach Paris zu gehen.
1857 betrat er erneut die politische Bühne und beteiligte sich bei den Vorbereitungen  für die Reorganisation der Donaufürstentümer. 1859 kandidierte er für die Konservativen gegen Alexandru Ioan Cuza. Wie sein älterer Bruder Barbu Ştirbei, verteidigte er die Idee der Vereinigung der beiden Fürstentümer unter der Herrschaft eines fremden Prinzen, doch konnte er sich nicht durchsetzen. Erst sieben Jahre später wurde schließlich Karl von Hohenzollern-Sigmaringen zum Fürsten der vereinigten Fürstentümer bestimmt. Nach der Wahl Cuzas wurde er im Herbst 1862 ins Parlament gewählt, aber er lehnte das Mandat ab und zog endgültig nach Paris.
Nach seinem Tode wurde er auf dem Friedhof Père-Lachaise beigesetzt.
An ihn erinnern heute zahlreiche Straßen in Rumänien, so unter anderem in Bukarest, Constanța, Corabia, Craiova, Pitești und Ploiești.

## Familie

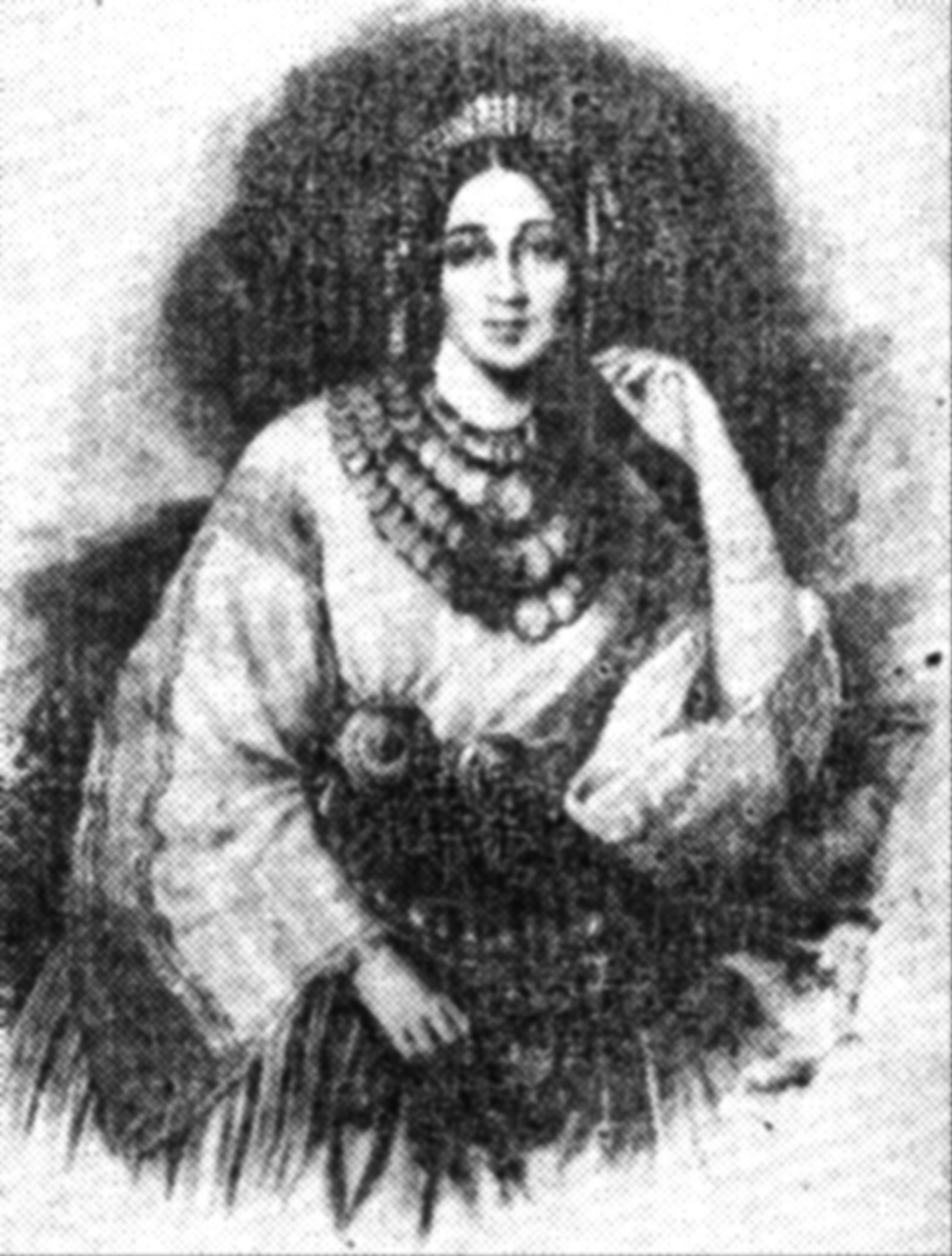
Maria Văcărescu

Gheorghe Bibescu vermählte sich 1826 in erster Ehe mit Prinzessin Zoé Mavrocordato (1805–1892), Adoptivtochter und Erbin des Vermögens und des Namens des Prinzen Grigore Basarab de Brâncoveanu, der letzten der Brâncoveanufamilie, weshalb er deren Titel und Reichtum erbte. Da die Ehe unglücklich verlief und seine Gattin unter schweren Depressionen litt, wollte sich der Fürst 1845 scheiden lassen. Dabei geriet er in einen Konflikt mit der orthodoxen Kirche. Nachdem er, nach Einsetzen eines neuen Patriarchen in Konstantinopel durch den Sultan aus diesem Anlass, die Scheidungsgenehmigung für sich und seine Zukünftige, die noch mit Prinz Constantin Ghika verheiratete Bojarentochter Maria Văcărescu (1815–1859), erhalten hatte, heiratete er diese noch im Herbst des Jahres in Focșani.
Das Brâncoveanu-Erbe ging an seinen Sohn aus erster Ehe Gheorghe (Grigore) Bibescu-Basarab (Grégoire Bibesco-Bassaraba) über, der in Paris Valentine de Riquet, Contesse de Caraman-Chimay, eine Enkelin Napoleon Bonapartes, ehelichte. Er war der Vater der Schriftstellerin Anna Comtesse Mathieu de Noailles.